# OAT
OAT (англ. Ornithine aminotransferase) – білок, який кодується однойменним геном, розташованим у людей на 10-й хромосомі. Довжина поліпептидного ланцюга білка становить 439 амінокислот, а молекулярна маса — 48 535.
| 10         |  | 20         |  | 30         |  | 40         |  | 50         |
| ---------- |  | ---------- |  | ---------- |  | ---------- |  | ---------- |
| MFSKLAHLQR |  | FAVLSRGVHS |  | SVASATSVAT |  | KKTVQGPPTS |  | DDIFEREYKY |
| GAHNYHPLPV |  | ALERGKGIYL |  | WDVEGRKYFD |  | FLSSYSAVNQ |  | GHCHPKIVNA |
| LKSQVDKLTL |  | TSRAFYNNVL |  | GEYEEYITKL |  | FNYHKVLPMN |  | TGVEAGETAC |
| KLARKWGYTV |  | KGIQKYKAKI |  | VFAAGNFWGR |  | TLSAISSSTD |  | PTSYDGFGPF |
| MPGFDIIPYN |  | DLPALERALQ |  | DPNVAAFMVE |  | PIQGEAGVVV |  | PDPGYLMGVR |
| ELCTRHQVLF |  | IADEIQTGLA |  | RTGRWLAVDY |  | ENVRPDIVLL |  | GKALSGGLYP |
| VSAVLCDDDI |  | MLTIKPGEHG |  | STYGGNPLGC |  | RVAIAALEVL |  | EEENLAENAD |
| KLGIILRNEL |  | MKLPSDVVTA |  | VRGKGLLNAI |  | VIKETKDWDA |  | WKVCLRLRDN |
| GLLAKPTHGD |  | IIRFAPPLVI |  | KEDELRESIE |  | IINKTILSF  |  |            |

A: Аланін

C: Цистеїн

D: Аспарагінова кислота

E: Глутамінова кислота

F: Фенілаланін

G: Гліцин

H: Гістидин

I: Ізолейцин

K: Лізин

L: Лейцин

M: Метіонін

N: Аспарагін

P: Пролін

Q: Глутамін

R: Аргінін

S: Серин

T: Треонін

V: Валін

W: Триптофан

Кодований геном білок за функціями належить до трансфераз, амінотрансфераз. 
Задіяний у таких біологічних процесах, як ацетилювання, альтернативний сплайсинг. 
Білок має сайт для зв'язування з піридоксаль-фосфатом. 
Локалізований у мітохондрії.